# Walther Wüst
Walther Wüst (Kaiserslautern, 7 maggio 1901 – Monaco di Baviera, 21 marzo 1993) orientalista tedesco specializzato in Indologia, membro di spicco dell'Ahnenerbe e ufficiale delle SS.

## Biografia
Nacque a Kaiserslautern, nel Palatinato (al tempo, parte del Regno di Baviera all'interno del Reich tedesco), in una famiglia della piccola borghesia di fede protestante. Il padre, insegnante, era un fiero impiegato pubblico bavarese, mentre la madre, devota protestante, lo allevò nei principi e virtù di questa confessione.
Nel 1920 iniziò a studiare Filologia Inglese, Filologia Germanica e Indologia all'Università di Monaco di Baviera e si laureò in "Arische Philologie" ("Filologia Ariana"); a 22 anni conseguì il dottorato con una tesi sulle frasi parentetiche nel Rig-Veda. Considerato un brillante giovane indologo, versato sia nell'aspetto linguistico sia in quello culturale delle antiche civiltà indiana e iranica, fece rapida carriera nel breve periodo della Repubblica di Weimar, ottenendo, a 25 anni, il titolo di Privatdozent nel 1926 e, a 31 anni, quello di professore.
Sebbene all'inizio degli studi di comparativistica (fine XVIII-inizio XIX sec.) i termini "ario" o "ariano" avessero un connotato neutro e indicassero semplicemente le branche della filologia e della linguistica che si occupano degli antichi popoli indiani e iranici, nella seconda metà del XIX sec. essi presero un'accezione via via più razzista, a causa dell'influsso delle teorie sulla razza (oggi ritenute totalmente non-scientifiche) del barone francese Arthur de Gobineau. In questa temperie culturale e in tempi di scarse risorse materiali, in cui le posizioni universitarie in studi ritenuti non fondamentali -come l'indologia o la storia delle religioni- scarseggiavano, la convergenza tra studiosi come Wüst e Jackob Wilhelm Hauer (storico delle religioni, fondatore del neo-pagano Movimento per la fede tedesca), da una parte, e l'emergente Partito Nazista e i suoi bisogni ideologici, dall'altra, divenne possibile. Per Wüst, la collaborazione con l'apparato del Partito Nazionalsocialista rappresentò un modo per riaffermare l'utilità e indispensabilità del proprio campo di expertise e per conseguire una fulminante carriera accademica; in cambio, la schiera di accademici disposti a collaborare con l'establishment nazista -il cui principe fu proprio Wüst- offrì al partito una produzione accademica atta a dare un fondamento "scientifico" ai suoi obiettivi culturali ed ideologici.
Nel 1933 si iscrisse al Partito Nazista e dall'anno successivo collaborò attivamente in qualità di spia e informatore con la SD (Sicherheitsdienst). Il 1 Luglio 1935 fu, insieme a Himmler, Hermann Wirth e Richard Walter Darré, tra i fondatori del brain trust delle SS denominato Ahnenerbe, una società per lo studio della razza e della cultura ariana. Figura intellettuale di spicco della società fu, in questo stadio, il neo-pagano e studioso völkisch Wirth. Nello stesso anno, Wüst ottenne una posizione ufficiale all'interno del sistema universitario statale, venendo nominato professore ordinario di "Cultura e Linguistica Ariana" e preside della facoltà di filosofia dell'università di Monaco di Baviera, cui seguì, l'anno dopo, l'arruolamento nelle SS (grado più alto raggiunto: Oberführer). La sua personale scalata al sistema nazista si concluse, nel 1937, con la nomina a presidente della Ahnenerbe: Wirth e le sue fantasie neo-pagane vennero accantonati e Wüst (egli stesso ostile al movimento neo-pagano) se ne assunse di fatto (e, dal 1939, anche ufficialmente) la leadership scientifica. In questa veste, tenne in diversi sedi il discorso "Des Führers Buch Mein Kampf als Spiegel arischer Weltanschauung" ("Il libro del Führer Mein Kampf come specchio della visione del mondo ariana"), dai fortissimi toni nazionalistici, anticattolici e antisemiti, e celebre per il bizzarro paragone tra il Führer e Buddha.
Ormai leader indiscusso dell'accademia allineata al regime, tramite l'Ahnenerbe Wüst ebbe contatti con Evola, che tenne una serie di conferenze in Germania negli anni 1937-38 per favorire gli scambi culturali tra le potenze dell'Asse; altro suo contatto fu lo storico delle religioni romeno Mircea Eliade, celebre intellettuale vicino al movimento fascista rumeno della Guardia di Ferro. Scopo di questi contatti era la creazione di un comune fronte spirituale anti-bolscevico ("antibolschewistische Front des Geistes", secondo le parole di Wüst).
Nel suo periodo di massimo potere e influenza, suo allievo fu Dāvud Monšizādeh, iranista e persianista iraniano e fondatore del Partito Nazionalsocialista dei Lavoratori d'Iran (SUMKA). Altri suoi allievi notevoli furono il linguista tedesco Karl Hoffmann e l'iranista e storico delle religioni svedese Stig Wikander che, alla fine degli anni '30, svolse un periodo da lettore di svedese presso l'Università di Monaco ed ebbe l'occasione di conoscere Wüst e di frequentarne i corsi.
Da rettore dell'Università di Monaco, diresse la vita dell'ateneo monacense in maniera dispotica e perfettamente allineata al regime. Fu proprio come reazione al totalitarismo accademico di Wüst che il movimento di resistenza di matrice cristiana Die Weiße Rose ("la rosa bianca") intraprese le sue attività, culminate nella cattura e successiva esecuzione, dopo un processo-farsa, dei fratelli Hans e Sophie Scholl.
Catturato alla fine della guerra, venne internato a Dachau fino al 1948. Licenziato dall'università di Monaco nel 1946, durante il processo di denazificazione venne processato, giudicato colpevole (sentenza della Hauptkammer di Monaco, 9 Novembre 1949) e condannato a tre anni di lavori forzati, sentenza considerata già espletata durante l'internamento a Dachau. Durante il processo venne privato anche del diritto di professare l'insegnamento, sebbene gli verrà permesso in seguito di pubblicare sul tema dell'Indologia. Nel 1950, Wüst venne dichiarato mindersbelastet ("incriminato di livello inferiore") e nel 1951 poté beneficiare della legge sulla regolazione dei rapporti giuridici riguardanti le persone interessate dall'Articolo 131 (Gesetz zur Regelung der Rechtsverhältnisse der unter Artikel 131 des Grundgesetzes fallenden Personen), principalmente rivolto ai tedeschi espulsi, alla fine della guerra, dalle ex-province orientali del Reich, e ai funzionari pubblici che si erano compromessi col regime.
Ciononostante, non gli venne offerta alcuna cattedra: assurto a un ruolo centrale nell'accademia tedesca grazie alla propria collaborazione attiva col Nazismo, la sua posizione non sopravvisse alla sua caduta. Dal 1955 pubblicò una rivista (ΡΗΜΑ, Rhema), i cui proventi costituiranno le sue entrate fino alla morte.